# Allium parnassicum
Allium parnassicum — вид рослин з родини амарилісових (Amaryllidaceae); ендемік Греції.

## Поширення
Ендемік південної Греції.
Росте в скелястих районах.